# Отворено првенство Катара за мушкарце 2000.
Отворено првенство Катара за мушкарце 2000 (познат и под називом Qatar ExxonMobil Open 2000) је био тениски турнир који је припадао АТП Интернационалној серији у сезони 2000. То је било осмо издање турнира који се одржао на тениском комплексу у Дохи у Катару од 3. јануара 2000. — 10. јануара 2000. на тврдој подлози.

## Носиоци
| Држава | Играч           | Позиција1 | Носилац |
| ------ | --------------- | --------- | ------- |
| НЕМ    | Никола Кифер    | 6         | 1       |
| ШПА    | Феликс Мантиља  | 22        | 2       |
| ФРА    | Фабрис Санторо  | 34        | 3       |
| МАР    | Јунес ел Ајнауи | 33        | 4       |
| МАР    | Хишам Арази     | 36        | 5       |
| ЧЕШ    | Јиржи Новак     | 40        | 6       |
| ЧЕШ    | Данијел Вацек   | 43        | 7       |
| ХОЛ    | Шенг Схалкен    | 44        | 8       |

- 1 Позиције од 27. децембра 1999.[1]

### Други учесници
Следећи играчи су добили специјалну позивницу за учешће у појединачној конкуренцији:
- Султан Халфан
- Хавијер Санчез
- Ларс Бургсмилер

Следећи играчи су ушли на турнир кроз квалификације:
- Кристијано Карати
- Иво Хојбергер
- Андреј Черкасов
- Петр Лукса

### Одустајања
- Феликс Мантиља (прво коло)
- Рајнер Шитлер (финале)

## Носиоци у конкуренцији парова
| Држава | Играч          | Држава | Играч               | Носиоци |
| ------ | -------------- | ------ | ------------------- | ------- |
| САД    | Алекс О'Брајен | САД    | Џаред Палмер        | 1       |
| ЈАФ    | Дејвид Адамс   | ЈАФ    | Џон-Лафини де Јагер | 2       |
| САД    | Џеф Таранго    | ЧЕШ    | Данијел Вацек       | 3       |
| ФРА    | Оливије Делетр | ФРА    | Фабрис Санторо      | 4       |

### Други учесници
Следећи играчи су добили специјалну позивницу за учешће у конкуренцији парова:
- Лук Џенсен/ Марфи Џенсен
- Горан Иванишевић/ Никола Кифер
- Хишам Арази/ Том Ванхаут

## Шампиони

### Појединачно
Фабрис Санторо је победио  Рајнера Шитлера са 3:6, 7:5, 3:0 предаја.
- Сантору је то била једина титула те сезоне и трећа (од шест) у каријери.

### Парови
Марк Ноулз /  Макс Мирни су победили  Алекса О'Брајена /  Џареда Палмера са 6:3, 6:4.
- Ноулзу је то била прва (од две) титуле те сезоне и 13-та (од 55) у каријери.
- Мирнију је то била прва (од три) титуле те сезоне и шеста у каријери.